# 오드레 라미
오드레 라미(프랑스어: Audrey Lamy, 1981년 1월 19일 ~ )는 프랑스의 배우이다.